# بيدرو ريبيرو
بيدرو ريبيرو (بالبرتغالية: Pedro Ribeiro‏) (13 يونيو 1990 ببيلو هوريزونتي في البرازيل - ) هو لاعب كرة قدم برازيلي في مركز الوسط. لعب مع أورلاندو سيتي وفيلادلفيا يونيون وريدينغ يونايتد إيسي ونادي بان.

## روابط خارجية
- بيدرو ريبيرو على موقع اتحاد السويد (السويدية)
- بيدرو ريبيرو على موقع الدوري الأمريكي (الإنجليزية)
- بيدرو ريبيرو على موقع قاعدة بيانات كرة القدم.إي يو (الإنجليزية)
- بيدرو ريبيرو على موقع Soccerway.com (الإنجليزية)
- بيدرو ريبيرو على موقع AS.com (الإسبانية)